# University Challenge
University Challenge ist eine von der Firma Granada (jetzt eine ITV-Tochter) produzierte britische Quiz-Sendung, die mit einer Unterbrechung seit 1962 im Fernsehen läuft, zurzeit auf BBC 2. In mehreren Commonwealth-Ländern gibt es ähnliche, gleichnamige Programme.

## Anfänge in Amerika
Der Kanadier Don Reid hatte in den 1940er Jahren als Zuschauer eines College-Basketballspiels die Idee, Wettbewerbe im Quiz zwischen Universitätsmannschaften zu organisieren. Er nannte das Format „College Bowl“ und ging damit 1953 im NBC Radio auf Sendung. 1959 gab die Show ihr Fernsehdebüt auf CBS; 1963 folgte die Rückkehr zu NBC (jetzt im Fernsehen) und lief hier bis 1970 (in den letzten beiden Jahren in der Hauptsendezeit).
Es handelt sich beim „Bowl“-Format um ein naturgemäß schwer gehaltenes Mannschaftsquiz für Teams à vier Personen mit zwei Arten von Fragen:
- „Starter“, die im so genannten „Pyramid-style“ vorgelesen werden; von eher exotischen Lösungshinweisen geht der Text zu immer deutlicheren, einfacheren Fragen. Jeder einzelne Spieler kann sich einbuzzern, muss dann aber sofort und ohne Hilfe seines Teams antworten. Bei falschen Antworten gibt es Punktabzug, das andere Team darf sie dann bis zu Ende anhören.
- „Bonusfragen“: antwortet eine Mannschaft richtig, bekommt sie drei Bonusfragen. Hierbei dürfen sich die Teams kurz beraten, falsche Antworten bedeuten keinen Punktabzug.

Die Firma „College Bowl“ existierte noch bis ins 2008, gab auch sporadische Comebacks im Radio und Fernsehen (in den 1970er Jahren), spielte aber aufgrund sinkender Qualität ab den 1990er Jahren keine Rolle mehr in der Uniszene. Es bildeten sich zwei starke Konkurrenten mit der 1990 gegründeten ACF (Academic Competition Federation) und der etwas größeren 1996 gegründeten NAQT (National Academic Quiz Tournaments), die unter anderem von Ken Jennings unterstützt wird. Das Verhältnis zwischen diesen beiden Verbänden ist eher freundschaftlich, beide haben es aber nie ins US-Fernsehen geschafft.

## Britische University Challenge

### 1962 bis 1987
1962 kaufte die Firma „Granada“ die internationalen Rechte an diesem Format und schuf in Großbritannien einen eigenständigen Wettbewerb mit leicht veränderten Regeln. Aus Oxford und Cambridge darf jedes College eine eigene Mannschaft stellen. 25 Jahre lang wurden mit dem Quizmaster Bamber Gascoigne auf dem kommerziellen Sender ITV 913 Sendungen abgedreht, dann kam das Aus.

### Ab 1994
Nach sieben Jahren Pause wurde die Show 1994 bei der BBC im werbefreien Umfeld von BBC 2 erfolgreich wiederbelebt. Zurzeit sind 28 Teams im Fernsehen zu sehen, die schon eine Vorauswahl hinter sich haben. 14 qualifizieren sich direkt; die punktbesten Verlierer können um die verbleibenden Plätze spielen. Danach geht es im K.-o.-System weiter. Die Sieger einer Serie bekommen nur einen Pokal, kein Geld. In einer Umfrage zu den besten britischen Fernsehprogrammen aller Zeiten belegte die Show 2000 den 34. Rang.
Quizmaster war von 1994 bis 2023 Jeremy Paxman, Ende 2023 übernahm Amol Rajan die Moderation.

## Bücher
- Peter Gwynn: 40 Years University Challenge. Granada Media, 2002, ISBN 0-233-05082-5.
- University Challenge Quiz Book. BBC Books, 2010, ISBN 978-1-84607-856-9.

## Bekannte ehemalige Kandidaten
David Lidington, Staatsminister für Europaangelegenheiten im britischen Außenministerium von David Cameron, gewann 1978 als Kapitän von Sidney Sussex College, Cambridge. Weitere bekannte Teilnehmer waren Stephen Fry, Clive James, Sebastian Faulks, Tim Boswell, Christopher Hitchens und Mary Robinson.